# Castronuevo de Esgueva
Castronuevo de Esgueva ist ein Ort und eine Gemeinde mit nur noch 393 Einwohnern (Stand: 2024) im Osten der Provinz Valladolid in der Region Kastilien-León in Spanien. 

## Lage
Castronuevo de Esgueva liegt in der Iberischen Meseta am Río Esgueva gut zwölf Kilometer (Fahrtstrecke) ostnordöstlich vom Stadtzentrum von Valladolid in einer Höhe von ca. 755 m. Das Klima im Winter ist kalt, im Sommer dagegen warm bis heiß; der spärliche Regen (ca. 509 mm/Jahr) fällt übers Jahr verteilt.

## Bevölkerungsentwicklung
| Jahr      | 1970 | 1981 | 1991 | 2001 | 2011 | 2021 |
| --------- | ---- | ---- | ---- | ---- | ---- | ---- |
| Einwohner | 496  | 319  | 304  | 324  | 379  | 379  |

## Sehenswürdigkeiten
- Kirche der Unbefleckten Empfängnis (Iglesia de Nuestra Señora de la Concepción )

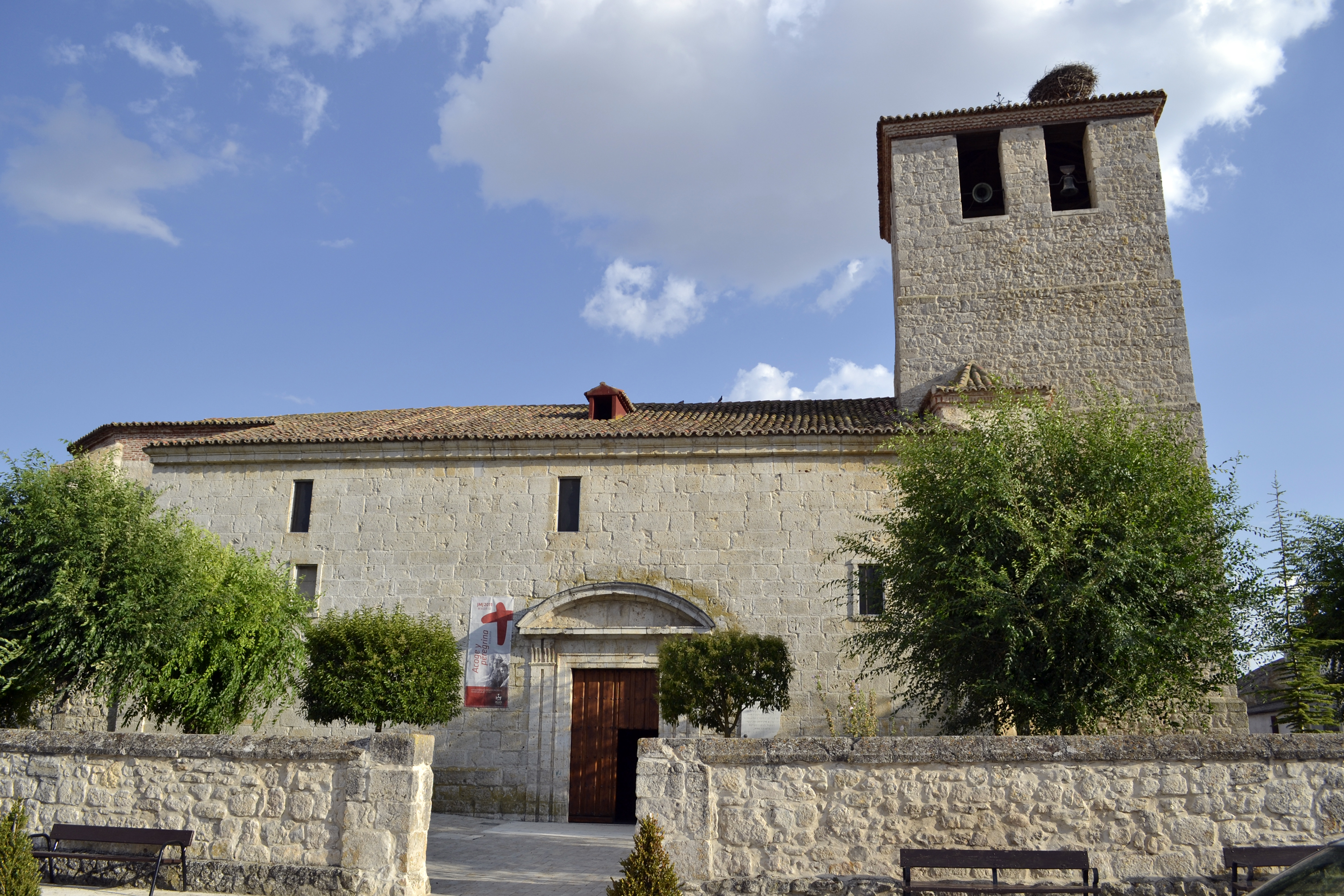
Kirche der Unbefleckten Empfängnis
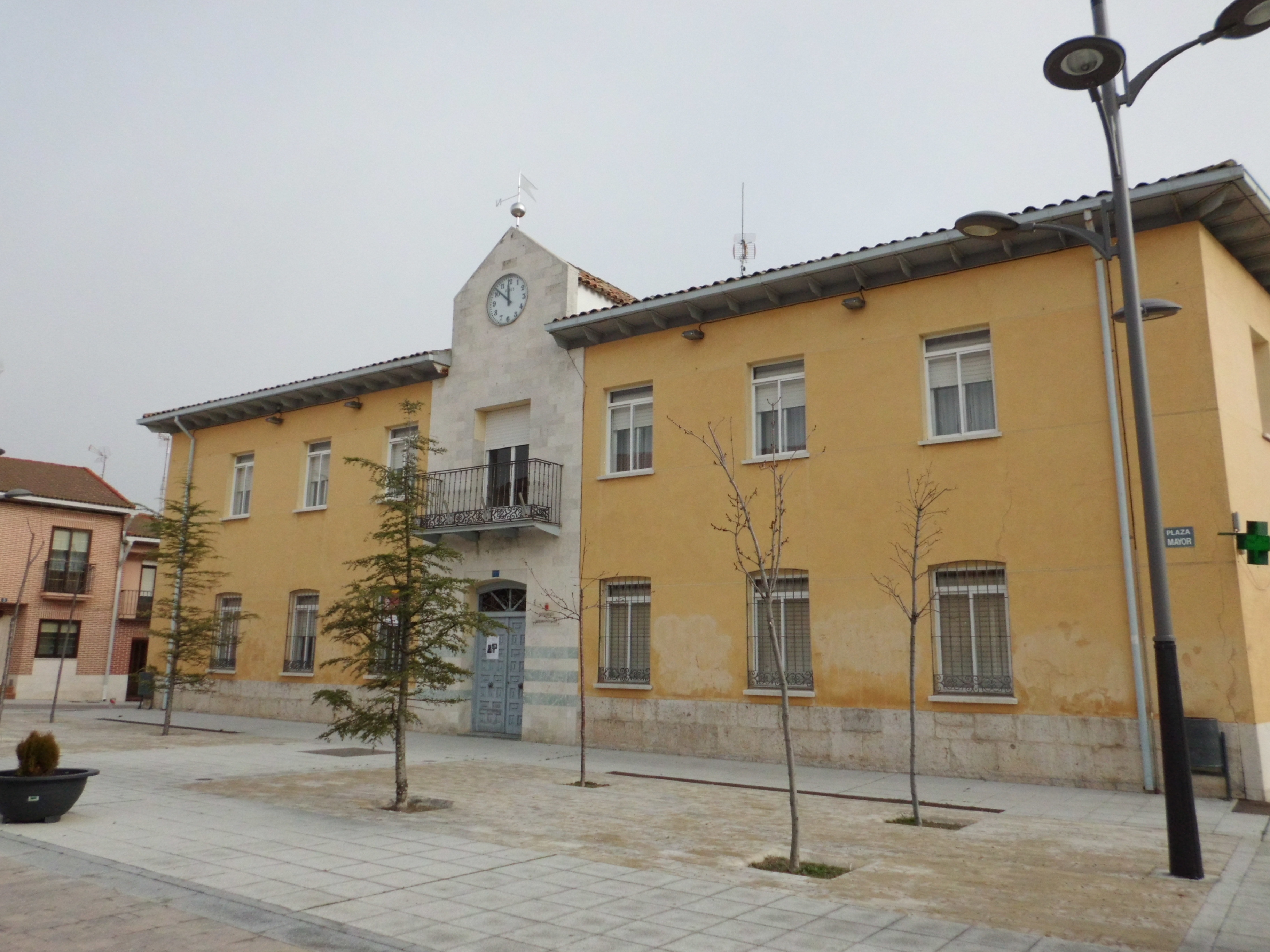
Rathaus